# (11885) Сумман
(11885) Сумман (лат. Summanus) — околоземный астероид из группы аполлонов, который характеризуется вытянутой орбитой, из-за чего, в процессе своего движения вокруг Солнца, он пересекает не только орбиту Земли, но и Марса. Астероид был открыт 25 сентября 1990 года в рамках проекта по поиску астероидов Spacewatch в обсерватории Китт-Пик и назван в честь Суммана, римского божества ответственного за ночные молнии и гром.

Орбита астероида Сумман и его положение в Солнечной системе
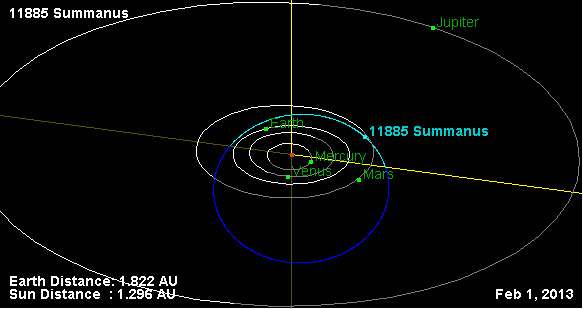
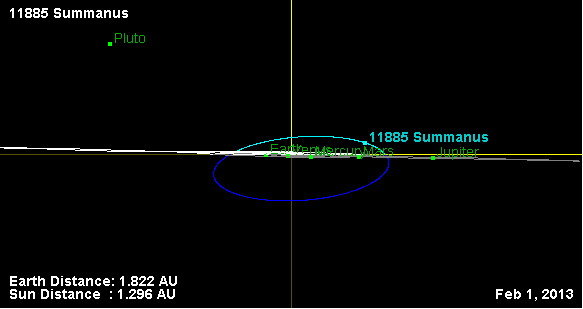
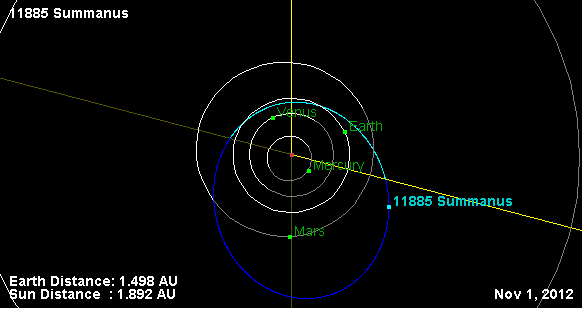